# Honda CBF 1000
Die Honda CBF 1000 ist ein teilverkleideter Sporttourer des japanischen Herstellers Honda. Sie wurde nach der erfolgreichen Einführung der CBF 600 aus der Fireblade entwickelt. Honda übernahm für die CBF 1000 viele Gestaltungselemente von der CBF 600. Parallel wurde auch die noch mehr tourenorientierte CBF 1000 ST mit Seitenkoffern und serienmäßigem ABS angeboten.

## Beschreibung
Der Vierzylindermotor wurde von der Fireblade übernommen, gedrosselt und erzeugt aus 998 cm³ Hubraum eine Nennleistung von 72 kW (98 PS) und ein maximales Drehmoment von 93 Nm bei einer Drehzahl von 6500 min−1.
Der Sporttourer/Allrounder hat eine Teilverkleidung und Scheibenbremsen: zwei vorn und eine hinten. Gegen Aufpreis ist ein Antiblockiersystem (ABS) erhältlich (Honda CBS), das beim Betätigen der Hinterradbremse auch einen Bremskolben der Vorderradbremse mitbetätigt. Als Besonderheit dieses Motorrades ist die Anpassbarkeit an den Fahrer zu nennen. Hierzu kann die Höhe der Sitzbank, der Abstand zum Lenker und die Höhe der Scheibe verändert werden.
2008 brachte Honda eine auf 500 Exemplare limitierte Silverline-Edition der CBF 1000 auf den Markt. Sie hat eine silberfarbige Vollverkleidung, Hinterradabdeckung, ABS, einen Hauptständer und zwei in Fahrzeugfarbe lackierte Koffer.
Anfang 2010 brachte Honda die CBF 1000 F auf den Markt, eine überarbeitete Version der CBF 1000 mit aggressiverem Styling.